# Grå skogssångare
För Setophaga delicata, se saintluciaskogssångare
Grå skogssångare (Leucopeza semperi) är en akut utrotningshotad fågel i familjen skogssångare inom ordningen tättingar.

## Utseende
Grå skogssångare är en rätt stor (14,5 cm), långbent och färglös medlem av familjen. Adult fågel är mörkgrå ovan och viaktig under. Ungfågeln är istället brungrå ovan med beigefärgad undersida. Sången är okänd men lätet är ett grälande "tuck-tick-tick-tick."

## Utbredning och systematik
Fågeln placeras som enda art i släktet Leucopeza. Den har endast rapporterats från bergsskogarna på Saint Lucia i Små Antillerna. 

## Status
Grå skogssångare har inte påträffats med säkerhet sedan 1961. Den kan ha dött ut på grund av predation från införda mungor, möjligen förvärrat av habitatförlust. Internationella naturvårdsunionen IUCN listar den dock ännu inte som utdöd eftersom visst habitat finns kvar som återstår att genomsökas och flera möjliga fynd har gjorts. Istället kategoriseras den som akut hotad.

## Namn
Artens vetenskapliga namn hedrar John E. Semper, en boende på Saint Lucia. Tidigare kallades den semperskogssångare även på svenska, men tilldelades 2023 ett mer informativt namn av BirdLife Sveriges taxonomikommitté.